# Пятовск
Пятовск — село в Стародубском муниципальном округе Брянской области.

## География
Находится в южной части Брянской области на расстоянии приблизительно 6 км по прямой на север-северо-запад от районного центра города Стародуб.

## История
Известно как деревня Пятовская с 1610 года. В начале XVIII века здесь упоминался храм Дмитрия Солунского; позднее — храм Рождества Богородицы (в 1938 переоборудовано под школу). В XVII—XVIII веках село входило в 1-ю полковую сотню Стародубского полка. В 1974 к селу были присоединены деревня Яньково и поселок Красный Партизан. С первой половины XX века работал колхоз им. Карла Маркса. В 1859 году здесь (село Стародубского уезда Черниговской губернии) было учтено 155 дворов, в 1892—283. До 2019 года входило в состав Мохоновского сельского поселения, с 2019 по 2021 в состав Запольскохалеевичского сельского поселения Стародубского района до их упразднения.

## Население
Численность населения: 1072 человека (1859 год), 1666 (1892), 551 человек в 2002 году (русские 100 %), 512 в 2010.